# Bermudas nos Jogos Olímpicos de Inverno de 1994
As Bermudas participaram dos Jogos Olímpicos de Inverno de 1994, realizados na cidade de Lillehammer, Noruega, representadas por um único atleta

## Resultados

### Luge
- Simon Payne
  - Individual masculino: 3:30.637 - 30º lugar